# Vadata macropterana
Vadata macropterana är en fjärilsart som beskrevs av Walker 1865. Vadata macropterana ingår i släktet Vadata och familjen Thyrididae. Inga underarter finns listade i Catalogue of Life.